# ランチ探偵
『ランチ探偵』（ランチたんてい）は、水生大海の推理小説のシリーズ。実業之日本社より2014年9月から刊行されている。
2020年に『ランチ合コン探偵 〜恋とグルメと謎解きと〜』のタイトルでテレビドラマ化された。

## 概要
実業之日本社の季刊小説誌『紡』において、2013年春号から2014年夏号にかけて「ランチ合コン探偵 そこに愛はあるのかい?」のタイトルで連載された。2014年9月11日に単行本『ランチ合コン探偵』が刊行されたのちに、2016年10月5日に『ランチ探偵』に改題され文庫化された。
同年12月3日には、続編『ランチ探偵 容疑者のレシピ』、2022年2月4日にはシリーズ第3作『ランチ探偵 彼女は謎に恋をする』の文庫本が刊行された。
安楽椅子探偵のニューヒロイン・天野ゆいかの鮮やかな謎解きを描く。

## あらすじ
彼氏に浮気され破局した阿久津麗子は、新たな恋人を見つけるため、時間有給を取得して昼休みを11時30分から13時30分までに延長し、ランチタイムで合コンを行うことにする。ランチタイムならお酒は入らないし、盛り上がらなくても時間制限があるので帰りやすいからだ。合コンには同伴者が必要ということで、最近意気投合した後輩・天野ゆいかを連れていく。
ミステリーマニアのゆいかは、男性よりも、男性が話す最近体験した不可解な出来事の方に興味を示す。ランチを食べ終わるまでの短い時間で、ゆいかは「魅力的な謎」の真相を推理する。

## 登場人物
天野ゆいか（あまの ゆいか）
大仏ホーム本社の経理部に異動してきた社員。25歳（第1作）。身体が弱く、小学生のときに長期入院して、小学校を一年遅れて卒業した。
生粋のミステリーマニアで、現場に赴くことなく話を聞くだけで推理する安楽椅子探偵に憧れている。
長々とうんちくを語る癖があり、よく麗子からストップをかけられる。
阿久津麗子（あくつ れいこ）
大仏ホーム本社の経理部の社員。25歳（第1作）。ゆいかと年は同じだが、一期上の先輩にあたる。
容姿端麗で、学生時代にミスキャンパスに推薦された。ただし、強気な性格が災いしたのか、グランプリは逃している。
入社してからずっと経理部に所属していて、社長賞を取ったこともある。

## シリーズ一覧
ランチ合コン探偵
- 単行本：2014年9月11日発売、実業之日本社、ISBN 978-4-408-53651-4
- 文庫本（『ランチ探偵』に改題）：2016年10月5日発売、実業之日本社文庫、ISBN 978-4-408-55320-7

| タイトル                              | 初出                         |
| ------------------------------------- | ---------------------------- |
| MENU 0                                | 書き下ろし                   |
| MENU 1 アラビアータのような刺激を     | 『紡』 Vol.7（2013 Spring）  |
| MENU 2 金曜日の美女はお弁当がお好き   | 『紡』 Vol.8（2013 Summer）  |
| MENU 3 午後二時すぎのスーパーヒーロー | 『紡』 Vol.9（2013 Autumn）  |
| MENU 4 帝王は地球に優しい             | 『紡』 Vol.10（2014 Winter） |
| MENU 5 窓の向こうの動物園             | 『紡』 Vol.11（2014 Spring） |
| MENU 6 ダイヤモンドは永遠に           | 『紡』 Vol.12（2014 Summer） |
ランチ探偵 容疑者のレシピ
- 文庫本：2016年12月3日発売、実業之日本社文庫、ISBN 978-4-408-55333-7

| タイトル                            | 初出                                     |
| ----------------------------------- | ---------------------------------------- |
| MENU 1 その部屋ではなにも起こらない | 『J-novel+』2015年7月15日、8月17日配信   |
| MENU 2 密室における十人の容疑者     | 『J-novel+』2015年10月15日、11月16日配信 |
| MENU 3 小日向家の犬はなぜ狙われる   | 『J-novel+』2016年1月15日、2月15日配信   |
| MENU 4 秘密の扉を開くのは           | 『J-novel+』2016年4月15日、5月16日配信   |
| MENU 5 そして、いなくなった         | 書き下ろし                               |
ランチ探偵 彼女は謎に恋をする
- 文庫本：2022年2月4日発売、実業之日本社文庫、ISBN 978-4-408-55715-1

| タイトル                                | 初出                                                                   |
| --------------------------------------- | ---------------------------------------------------------------------- |
| MENU 1 お稲荷さん、いまは消え           | 『Webジェイ・ノベル』2020年10月13日・20日配信 「消えたお稲荷さん」改題 |
| MENU 2 アンモナイトは百貨店の夢を見るか | 『Webジェイ・ノベル』2021年1月12日・19日配信                           |
| MENU 3 ずっとお家で暮らしてる           | 『Webジェイ・ノベル』2021年3月2日・9日配信                             |
| MENU 4 五月はたそがれの国               | 書き下ろし                                                             |
| MENU 5 天の光は希望の星                 | 書き下ろし                                                             |

## テレビドラマ
『ランチ合コン探偵 〜恋とグルメと謎解きと〜』（ランチごうコンたんてい こいとグルメとなぞときと）のタイトルで、2020年1月9日から3月12日まで読売テレビ製作・日本テレビ系「木曜ドラマF」で放送された。主演は民放連続ドラマ初主演となる山本美月。
テレビドラマ版オリジナルキャラクターの桜井健斗（演：瀬戸利樹）が追加され、ゆいかはある事情により幼少期の記憶が無いという設定に改変された。
劇中、ゆいかと麗子がランチ合コンを行うシーンは、実在の店舗でロケが行われ、実際のメニューが提供されている。

### キャスト

#### 大仏ホーム

##### 経理部
- 天野ゆいか〈28〉 - 山本美月（幼少期：池谷美音）
- 阿久津麗子〈28〉 - トリンドル玲奈[7]
- 小島和子〈51〉 - 池谷のぶえ[10]
- 吉川颯太〈24〉 - 金井浩人[10]
- 亀田広〈54〉（経理部長） - 木村祐一

##### 営業部
- 桜井健斗〈28〉（麗子・和馬の同期） - 瀬戸利樹[7]（幼少期：高木波瑠）

##### 神奈川支社
- 北村和馬〈28〉（麗子・桜井の同期、麗子の元カレ） - 平田雄也[10]

#### その他
- 鈴木龍之介〈30〉（神出鬼没の男、一条家執事） - 坂口涼太郎[10]
- 白石律子〈38〉（白石律子ハートクリニック医師、ゆいかの担当医） - 知念里奈

### ゲスト
第1話
- 築山亮介（総合商社営業部） - 佐野和真
- 早坂拓哉〈27〉（総合商社営業部、築山の後輩） - 太田基裕
- 小野寺徹〈46〉（総合商社営業部部長） - 木川淳一
- A子〈26〉（総合商社秘書室） - 大平有沙

第2話
- 須藤優一（青山平成銀行中支店行員、初柴の上司） - 袴田吉彦
- 初柴純〈24〉（青山平成銀行中支店行員） - 小越勇輝
- S子（ストーカー被害者） - 樋口柚子
- 蟻田（S子のストーカー） - ねりお弘晃
- 弓月剣太郎（イケメン俳優） - 古屋呂敏

第3話
- 楢崎博文（キッチンカー弁当販売員） - 小林豊（BOYS AND MEN）[11]
- 岡徹平（居酒屋経営） - 竹財輝之助（第4・6 - 最終話）
- 高木秀男（洋食屋タカギ元オーナー） - 仲義代
- 高木淳子（高木の妻） - 倉橋秀美
- 謎の美女 / 高木理恵（高木の娘） - 滝裕可里
- 高山航一（大仏ホーム人事部） - 好井まさお（井下好井、第6・7・最終話）
- 楢崎洋一（博文の父親） - 福井晋

第4話
- 金子実〈36〉（大仏ホーム神奈川支社営業部長、和馬の上司） - 川久保拓司[12]
- 池田千春〈35〉（金子の元妻） - 荻野友里
- 青木友恵〈23〉（カネコしあわせ不動産店舗手伝い、金子の知人） - 奥仲麻琴[13]
- 菊池沙耶（大仏ホーム神奈川支社、和馬の今カノ） - 秋乃ゆに[14]

第5話
- 稲生正也〈31〉（出版社社員、直也の双子の兄） - きづき[15][16]
- 稲生直也〈31〉（テレビ局勤務、正也の双子の弟） - きづき[15][16]
- 原貴俊〈31〉（出版社社員、正也の同僚） - 佐伯大地[15]
- 稲生夏美〈29〉（商社勤務、直也の妻）- 多岐川華子
- 鶴岡志乃（大仏ホーム会長、桜井の伯母） - 手塚理美（第7・9・最終話）

第6話
- 勝俣剛史（予備校数学講師） - 白石隼也[17][18]
- 瑞香（ユミの母親） - 松浦りょう
- 祥平（瑞香の元夫、ユミの父親） - 小日向星一
- 大野（瑞香の恋人） - 武藤賢人[19]
- ユミ（瑞香・祥平の娘） - 浅田芭路

第7話
- 本間賢一郎（亀田の知人、元介護士） - 鈴木勝大[20]
- 本間理沙（賢一郎の妹） - 太田夢莉[21][22]
- 小日向紘子（賢一郎の担当入居者） - 福井裕子
- 小日向仁士（紘子の長男） - 藤元英樹[23]
- 澄香（紘子の長女） - 西慶子[23]
- 清子（紘子の次女） - 李千鶴[23]
- 警察官 - 嶋佐和也・屋敷裕政（ニューヨーク）[24][25]

第8話
- 松尾史郎（膳彩フーズ営業部） - 崎山つばさ[26][27]
- 谷川恵一（膳彩フーズ宣伝部） - 平野良[26][28][29]
- 武田悠也〈26〉（膳彩フーズ営業部） - 伊藤祐輝[30]
- A子 / リカ（膳彩フーズ営業部） - 水上京香
- 北條孝典〈55〉（膳彩フーズ営業部本部長） - 山本まなぶ
- レストランピエモンテマスター - いわいのふ健
- イタリアンレストランウェーター - もう中学生[31][32]

第9話
- 西浦広大（スポーツジムオーナー兼インストラクター、岡の後輩） - 佐藤祐基[33][34][35]
- 桐谷琴乃〈33〉（スポーツジム会員） - 池田愛[36]
- 桐谷三智子〈60〉（琴乃の義母） - 佐藤直子
- 古幡由佳〈35〉（スポーツジム会員、琴乃の元同僚） - 工藤里紗
- 湯浅一（スポーツジムインストラクター） - 是近敦之
- 秋江（桜井の地元の近隣住民） - 南風佳子[37]
- スポーツジムスタッフ - 杉山優華（つぼみ大革命）

最終話
- 鈴木龍之進 / 一条永太郎（一条家執事 / 本物の財閥創業者、ゆいかの祖父） - 山田明郷
- 一条永太郎 / 鈴木龍之進（財閥創業者 / 本物の一条家執事、龍之介の祖父） - 石井愃一

### スタッフ
- 原作 - 水生大海 『ランチ探偵』『ランチ探偵 容疑者のレシピ』（実業之日本社文庫刊）
- 脚本 - 阿相クミコ、守口悠介[7]、赤松新[7]
- 監督 - 菊川誠（共同テレビ）、朝比奈陽子（共同テレビ）[7]、大畑真治（共同テレビ）
- 音楽 - 仲西匡、堀川真理子
- 主題歌 - つぼみ大革命 「恋愛ランチ」（よしもとミュージック）[38]
- 技術協力 - バスク
- 美術協力 - フジアール
- チーフプロデューサー - 前西和成
- プロデューサー - 沼田賢治、斎木綾乃（吉本興業）、森安彩（共同テレビ）、久松大地（共同テレビ）
- 制作プロダクション - 共同テレビ
- 制作協力 - 吉本興業
- 製作著作 - 読売テレビ

### 放送日程
| 各話   | 放送日  | サブタイトル                 | ラテ欄                                                       | 原作                           | 脚本       | 監督       |
| ------ | ------- | ---------------------------- | ------------------------------------------------------------ | ------------------------------ | ---------- | ---------- |
| 第1話  | 1月09日 | 呪われた部屋                 | 山本美月主演! 新感覚昼休み1時間で謎解き 恋愛グルメミステリー | その部屋ではなにも起こらない   | 阿相クミコ | 菊川誠     |
| 第2話  | 1月16日 | 午後2時のスーパーヒーロー    | 午後2時のスーパーヒーロー                                    | 午後二時すぎのスーパーヒーロー | 守口悠介   | 菊川誠     |
| 第3話  | 1月23日 | 金曜日の美女はお弁当がお好き | 金曜日の美女はお弁当がお好き                                 | 金曜日の美女はお弁当がお好き   | 阿相クミコ | 菊川誠     |
| 第4話  | 1月30日 | 揺れる女心と消えたダイヤ     | 揺れる女心と消えたダイヤ                                     | ダイヤモンドは永遠に           | 阿相クミコ | 朝比奈陽子 |
| 第5話  | 2月06日 | 失踪妻と謎の暗号メッセージ   | 失踪妻と謎の暗号メッセージ                                   | 帝王は地球に優しい             | 赤松新     | 大畑真治   |
| 第6話  | 2月13日 | 窓の向こうの動物園           | 窓の向こうの動物園                                           | 窓の向こうの動物園             | 守口悠介   | 菊川誠     |
| 第7話  | 2月20日 | 狙われた命（ピース）         | 狙われた命ピース                                             | 小日向家の犬はなぜ狙われる     | 赤松新     | 朝比奈陽子 |
| 第8話  | 2月27日 | 解きたくない私の謎           | 解きたくない謎                                               | アラビアータのような刺激を     | 阿相クミコ | 菊川誠     |
| 第9話  | 3月05日 | 開かれた秘密の扉             | 開かれた秘密の扉                                             | 秘密の扉を開くのは             | 守口悠介   | 朝比奈陽子 |
| 最終話 | 3月12日 | 夕焼けは、なぜ赤い？         | 夕焼けはなぜ赤い                                             | ドラマオリジナル               | 阿相クミコ | 菊川誠     |

- なお、初回放送は読売テレビをはじめとするNNSフルネット28局では定刻放送だったが、フジテレビ系列とのクロスネット局であるテレビ大分・テレビ宮崎では1月9日22:00 - 23:09にフジテレビ系列の『木曜劇場 アライブ がん専門医のカルテ』初回拡大版を同時ネットしていた関係上、前座番組『news zero』（日本テレビ制作）共々15分遅れの時差ネット（10日0:14 - 1:09）だった。

| 読売テレビ制作・日本テレビ系列 木曜ドラマF         | 読売テレビ制作・日本テレビ系列 木曜ドラマF                          | 読売テレビ制作・日本テレビ系列 木曜ドラマF              |
| 前番組                                             | 番組名                                                              | 次番組                                                  |
| -------------------------------------------------- | ------------------------------------------------------------------- | ------------------------------------------------------- |
| 探偵が早すぎる スペシャル （2019年12月13日・20日） | ランチ合コン探偵〜恋とグルメと謎解きと〜 （2020年1月9日 - 3月12日） | ギルティ〜この恋は罪ですか?〜 （2020年4月2日 - 8月6日） |

### チェインストーリー
本編終了直後から#○.5話として、GYAO!で独占配信されている。

#### サブタイトル・キャスト
- #1.5 私が知らない別の顔
  - 山本美月、トリンドル玲奈、瀬戸利樹、知念里奈
- #2.5 あの人に惹かれる理由
  - 山本美月、トリンドル玲奈、瀬戸利樹、好井まさお(井下好井)
- #3.5 負けられない戦い(リベンジ)
  - 山本美月、トリンドル玲奈、平田雄也(写真)
- #4.5 恋は直球勝負
  - トリンドル玲奈、竹財輝之助、好井まさお(井下好井)
- #5.5 スッパイ大作戦
  - トリンドル玲奈、坂口涼太郎、知念里奈
- #6.5 あーちゃんは、何者？
  - 山本美月、瀬戸利樹、金井浩人／手塚理美／
  - 池谷美音、高木波瑠、スペースクラフトジュニア、ジョビィキッズ、池谷のぶえ／木村祐一
- #7.5 天野VS.亀田 ランチ前の戦い
  - 山本美月、トリンドル玲奈、金井浩人、池谷のぶえ／木村祐一
- #8.5 恋も謎解きも想定外
  - 山本美月、トリンドル玲奈、竹財輝之助
- #9.5 決意の瞳…決戦は明日
  - 山本美月、トリンドル玲奈、金井浩人、池谷のぶえ／木村祐一

### スピンオフ
『ランチ合コン探偵 〜恋とグルメと謎解きと〜 合コン相手が来ない!?』の前編が地上波最終回放送後の2019年3月13日から、後編が3月19日からHuluにてオリジナルストーリーで配信されている。